# Heteronyx nigrescens
Heteronyx nigrescens är en skalbaggsart som beskrevs av Blackburn 1909. Heteronyx nigrescens ingår i släktet Heteronyx och familjen Melolonthidae. Inga underarter finns listade i Catalogue of Life.